# Nils Van der Linden
Nils Van der Linden (Geraardsbergen, 15 september 1987) is een Belgisch beeldend kunstenaar wonend te Maella, Aragon (Spanje).

## Leven
Nils Van der Linden werd geboren in de Vlaamse punkscene. Zijn moeder (Clo) was tot 1984 zangeres in de bekende punkband The Dirty Scums. Van der Linden studeerde Decor- en Standenbouw en behaalde daarna zijn bachelor Vrije Beeldende Kunst / Tekenkunst aan de Koninklijke Academie voor Schone Kunsten van Gent. Dit was een vernieuwende periode aangezien het voltijdse traject Tekenkunst als autonoom opleidingstraject nog maar 2 jaar bestond en in zijn kinderschoenen stond. Inmiddels is het traject Tekenkunst een vaste waarde als opleiding in het KASK.  Hij emigreerde in 2019 naar Spanje.

## Werk
Van der Linden nam driemaal deel aan de Grote Prijs Tekenkunst te Ronse; alle keren was hij finalist. Gezien zijn specialiteit, het tekenen met (blauwe) balpen, werd hij in 2020 door het Franse bedrijf BIC geselecteerd om vijf tekeningen te maken voor een expositie naar aanleiding van het 50-jarig bestaan van de vierkleurenbalpen. Ter gelegenheid van de 100-jarige herdenking van WOI werd Van der Linden in 2017 geselecteerd om werken te maken en te exposeren over vluchtelingen toen en nu, in samenwerking met Fedasil. Voor Perdu, Amsterdams podium voor poëzie en experiment, tekende hij in 2021 naar aanleiding van een audiowerk van dichteres Annemarie Estor.